# Orton (Carlisle)
Pour les articles homonymes, voir Orton.
Orton est une paroisse civile de Cumbria, située dans le nord-ouest de l'Angleterre.